# Kraftwerk Waneta
Das Kraftwerk Waneta (englisch Waneta dam) ist ein Laufwasserkraftwerk am Pend Oreille in British Columbia an der Mündung in den Columbia River. Es hat eine installierte Leistung von 627,5 MW und wurde von 1951 bis 1954 von der Consolidated Mining and Smelting Company of Canada (Cominco) errichtet, um Strom für die 15 km entfernte Blei-Zink-Hütte in Trail zu liefern.
Von 2010 bis 2015 wurde das Kraftwerk für 900 Mio. $ um zwei weitere Turbinen mit einer Leistung von insgesamt 335 MW erweitert.